# 岡上泉
岡上 泉（おかのうえ いずみ、1931年8月6日 - ）は日本の大蔵官僚。岩手県副知事、印刷局長などを務めた。勲三等瑞宝章受章。

## 来歴
高知県出身。高知市立城東中学校、高知県立高知小津高等学校、京都大学法学部卒業。1955年 大蔵省入省（銀行局検査部管理課）。1962年7月 東山税務署長。
1973年7月18日 内閣法制局参事官（第三部）。1978年7月20日 大臣官房地方課長。1979年7月31日 大臣官房地方課長兼大臣官房財務考査管理官。1980年6月17日 東海財務局長。
1981年7月8日から岩手県副知事。1984年7月9日 印刷局長。1985年6月17日 退官。
同年7月 電源開発取締役。1986年10月 同社常務取締役（労務部、経理部担当）。2001年11月 秋の叙勲で勲三等瑞宝章を受章。

## 略歴
- 1955年4月：大蔵省入省（銀行局検査部管理課）[1]。
- 1960年：理財局経済課産業資金係長[5][6]。
- 1962年7月：東山税務署長。
- 1963年：大阪国税局。
- 1965年4月：近畿財務局理財部金融課長。
- 1968年：外務省在インド大使館一等書記官。
- 1972年6月22日：大臣官房付。
- 1972年7月7日：東京国税局徴収部長。
- 1973年7月18日：内閣法制局参事官（第三部）。
- 1978年7月20日：大臣官房地方課長。
- 1979年7月31日：大臣官房地方課長 兼 大臣官房財務考査管理官。
- 1980年6月17日：東海財務局長。
- 1981年6月26日：大臣官房付。
- 1981年7月8日：岩手県副知事。
- 1984年7月9日：印刷局長。
- 1985年6月17日：退官。